# Вибухи під Бєлгородом
Вибухи під Бєлгородом — під час російсько-української війни неподалік Бєлгорода (що на Слобожанщині) сталось кілька потужних вибухів. 29 березня 2022 року сталась пожежа й вибухи на складі боєприпасів у передмісті, а 1 квітня — ракетний удар із вертольотів Мі-24 та пожежа на нафтобазі в межах міста.
1 квітня, за словами губернатора Бєлгородської області В'ячеслава Гладкова та неназваного американського чиновника, два українські вертольоти Мі-24 атакували та підпалили склад пального в Бєлгороді, у результаті авіаудару на малій висоті, без втрат. Україна ані підтвердила, ані спростувала відповідальність. Секретар РНБО Олексій Данілов заперечив, що авіаудар у Бєлгородській області завдала Україна.
Президент України Володимир Зеленський не став відповідати на питання, чи це Україна атакувала за допомогою гелікоптерів нафтобазу у Бєлгороді, зазначивши, що не обговорює своїх наказів як головнокомандувача. Це перший нібито український авіаудар по території Російської Федерації з початку російського вторгнення в Україну у 2022 році.

## Перші дні війни
Починаючи з 24 лютого 2022 року з міста Бєлгород велись обстріли території України. Значна частина боєприпасів не долітала до України та вибухала на території міста або у передмісті. 24 лютого у Бєлгородській області від вибухів снарядів постраждали двоє дорослих та дитина 2015 року народження. Загалом у перший день російського вторгнення в Україну у Бєлгородській області зафіксували шість епізодів руйнувань, які стались починаючи з 6:00 за місцевим часом, що викликало паніку у місті, не працювали дитячі сади та школи, закрито аеропорт. Слідчий комітет Росії порушив кримінальну справу звинувативши в обстрілах військовослужбовців ЗС України.

## Вибух складів з боєприпасами
У вівторок увечері, 29 березня 2022 року неподалік від міста Бєлгород відбулась масштабна детонація боєприпасів. За попередніми даними, вибухнув склад з боєприпасами російських загарбників, розташований в районі села Красний Октябрь. Інформація про вибухи від місцевих почала надходити близько 21:10 за київським часом.
Цей населений пункт знаходиться лише за 50 кілометрів від центру українського Харкова та в 10 км від державного кордону з Україною.
Згодом було повідомлено, що четверо військовослужбовців армії РФ зазнали поранення «при потраплянні снаряда у військове містечко у Бєлгородській області». Водночас залишається незрозумілим, мова йде про снаряд, який викликав детонацію складу, чи один з тих, які розлітаються навкруги.
Станом на 22:25 повідомлено, що вибухи припинились, тобто тривали більше однієї години. Офіційних даних щодо причин вибуху на російських складах боєприпасів — немає.
Слід зазначити, що в даному районі жодних стаціонарних баз зберігання боєприпасів нема натомість іще взимку 2021—2022 року на супутникових знімках було зафіксовано польовий табір російських військових (50°28′25″ пн. ш. 36°18′12″ сх. д. / 50.473512° пн. ш. 36.303205° сх. д.). Зокрема, на знімках компанії Maxar Technologies за 21 лютого 2022 року. На ньому понад півсотні польових наметів, кожен з яких розраховний на взвод особового складу (30 осіб) та під сотню одиниць військової техніки.
А перші натяки на створення такого табору вже помітні на знімках за квітень 2019 року.
Таким чином, є підстав вважати, що вибух на «складі боєприпасів» насправді — вибух у польовому таборі армії РФ, що дає зовсім іншу картину можливих втрат серед загарбників.
7 квітня 2022 року слідчий комітет РФ фактично підтвердив, що вибухи стались в польовому таборі, за офіційними даними було знищено 21 одиницю техніки, 8 російських терористів було поранено. На думку СК РФ вибухи стались внаслідок удару трьома ракетами з касетною бойовою частиною комплексу «Точка-У» з території України.

## Пожежа на нафтобазі
Вранці об 5:51 1 квітня 2022 року на нафтобазі ЗАТ «Бєлгород-Термінал» (50°35′30″ пн. ш. 36°40′13″ сх. д. / 50.591601° пн. ш. 36.670303° сх. д.) сталось займання внаслідок удару двома вертольотами Мі-24 некерованими ракетами С-8.
Пожежа охопила вісім резервуарів з 27, приблизно на 2 тисячі кубометрів кожен.
Як повідомила російське МНС існувала загроза поширення вогню, який намагалось приборкати 200 осіб із пожежним потягом. Місцевих, які проживають у навколишніх будинках, евакуювали.
За словами губернатора регіону В'ячеслава Гладкова пожежа сталась внаслідок авіаудару з двох вертольотів Збройних Сил України, які зайшли на територію Росії на низькій висоті.
Олексій Арестович заявив, що Україна веде бойові оборонні дії лише на своїй території, а за те, що відбувається на території Росії, відповідає керівництво РФ. Арестович також припустив, що «може бути хтось покурив не в тому місці, або російські військові доступними ним методами саботують виконання наказів, тому що не хочуть заходити на територію України».
Міністр закордонних справ України Дмитро Кулеба заявив, що не може сказати, чи це були українські вертольоти, які завдали удару по Бєлгороду.
Збройні Сили України не стали коментувати дану подію, а речник міністерства оборони України заявив:
|  | Я хочу наголосити на тому, що станом на сьогодні українська держава здійснює оборонну операцію з відбиття збройної російської агресії на території України. І це зовсім не означає, що Україна має нести відповідальність за всі прорахунки, за всі катастрофи й події, які відбуваються на території Російської Федерації |

Слідчий комітет Російської Федерації порушив кримінальну справу про теракт (стаття 205 КК РФ). За російською версією Слідчого комітету, 2 вертольоти ЗСУ України перетнули державний кордон і, рухаючись на малій висоті, зробили не менше 4 ударів по об'єктах ПЕК у Бєлгороді.
На думку американського журналіста Тайлера Роговея, та як стверджує неофіційний блог російського Центру АСТ, це — перший авіаційний удар по території Росії з 8 жовтня 1950 року, коли під час війни в Кореї американські винищувачі ВПС США завдали удару по радянському аеродрому Суха Річка в Приморському краї.

## Інше

### Падіння російської ракети
Також 1 квітня, в першій половині дня, неподалік Микільського на південь від Бєлгорода прямо на узбіччя автодороги впала ракета. Момент падіння ракети було записано на відеореєстратор випадковим свідком на автомобілі, що якраз їхав повз (50°24′00.5″ пн. ш. 36°35′04.8″ сх. д. / 50.400139° пн. ш. 36.584667° сх. д.).
Траєкторія ракети вказує на те, що вона прилетіла з російської території, а її розмір, зовнішній вигляд, залишена вирва від вибуху, подібні крилатій ракеті 9М728 ОТРК «Искандер-М» (хоча точна ідентифікація за наявним відео неможлива).
Крім того, за словами Бєлгородського губернатора Гладкова, ще одне схоже попадання сталося водночас неподалік Ясних Зор Бєлгородської області.
Якщо взяти до уваги, що Ясні Зорі знаходяться приблизно за напрямом польоту ракети від Микільського, цілком можливо, що це потрапляння відноситься до того ж інциденту.
Враховуючи те, що ця подія майже не висвітлювалася в російських федеральних ЗМІ, навмисна російська провокація із запуском ракети російською територією з метою звинуватити Україну є малоймовірною.

### Підрив залізничної колії
12 квітня 2022 року у Шебекінському районі Бєлгородської області, було пошкоджено залізничне полотно. Потерпілих внаслідок події немає.

### Пожежа складу боєприпасів
27 квітня 2022 року губернатор Бєлгородської області В'ячеслав Гладков повідомив про декілька вибухів, що їх було чутно в Бєлгороді. Він заявив, що за попередніми даними здійнялась пожежа на складі з боєприпасами та, що жертв серед цивільних нема[джерело?].

### Пожежа складу нафтопромисловості
11 травня 2022 року ввечері почав горіти склад переробки та зберігання продуктів нафтопромисловості[джерело?].

### Падіння ракет
Рано вранці 3 липня 2022 року в Бєлгороді було чутно «серію гучних звуків» внаслідок яких було частково зруйновано 11 багатоквартирних будинків, троє загиблих і чотири постраждалих.

## В культурі
- Вибухи на Бєлгородщині викликали хвилю обговорень та мемів в українських інтернет-спільнотах. Зокрема, набули популярність меми про причетність українського блогера та активіста Сергія Стерненка та про вигадану БНР — Бєлгородську Народну Республіку (що є іронією на «ЛНР» та «ДНР»), яка нібито потерпає від гніту через постійні обстріли росіянами[34][35]. Про цю «республіку» навіть пожартував тогочасний секретар РНБО Олексій Данілов[36].
- Особливої популярності набув мем про «бавовну». Передісторія: приблизно з 2019 року в російських державних ЗМІ слово «взрыв» (укр. «вибух») почали заміняти на «хлопо́к» (укр. «ляск») для створення режиму інформаційного сприяння[37][38]. Українці створили каламбур та заради жарту почали перекладати слово «хлопок» як «бавовна» (рос. «хло́пок»), і це слово стало відомим інтернет-мемом, що позначає дивні вибухи на території Росії чи на окупованих територіях[34][35]. Згодом почали з'являтись навіть іронічні вирази, такі як «почастувати бавовною», що є евфемізмом на умисний підрив чого-небудь чи кого-небудь (наприклад, склад боєприпасів, російський офіцер чи колаборант).